# Gl. Rye MTB
Gl. Rye MTB er en dansk cykelklub med base i Gammel Rye. Klubben blev grundlagt som forening i februar 2008. Klubbens primære aktivitet er mountainbike, men den har også en indendørs aktivitetshal kaldet "Kostalden - Gl. Rye Street House" med skaterramper, styrketræning, crossfit, street basket. I området omkring Gl. Rye har klubben anlagt MTB-sporet "Danmarks Tag", som regnes for et af Danmarks bedste.
I marts 2014 etablerede klubben i samarbejde med cykelproducenten Trek eliteholdet Team Trek GLR MTB. Det var første gang at Trek sponsorede et MTB-hold i Danmark. De første ryttere på holdet var Jonas Lindberg, Emil Ellgaard, Mikkel Juhler og Alexander Laugesen.
I konkurrence med 1520 indstillede foreninger, blev Gl. Rye MTB i 2024 kåret som Årets Idrætsforening i Danmark.